# Лихачова Зінаїда Олександрівна
ZINAIDA (Зінаїда Олександрівна Кубар, раніше відома під псевдонімом Lihacheva, 24 липня 1975, Київ, Українська РСР) — українська художниця, яка працює з суміжними медіумами сучасного мистецтва. Засновниця та менеджер волонтерської ініціативи ArtRehub. Дружина політика Сергія Льовочкіна.
Член Національної спілки художників України (2014). Входить міжнародної спільноти Food of War. Як фасилітатор брала участь у проєкті Марини Абрамович «In Residence» (Kaldor Public Art Project, Австралія).

## Життєпис
Навчалася у київській художній студії під керівництвом В. Левчишина та брала уроки живопису у О. Прахової. Проходила практику в студії Марини Абрамович. Закінчила Національну академію образотворчого мистецтва й архітектури (бакалавр історії мистецтв, 2017).

## Творчість
Темами проєктів Зінаїди є дослідження міфологем, національних та архаїчних образів. У своїй творчості художниця поєднує перформанс, живопис, скульптуру, відеоінсталяцію і декоративно-прикладне мистецтво. Створює масштабні інсталяції, що апелюють до соціо-культурних універсалій і архетипів.
Знаковою для художниці роботою, яка отримала велику кількість відгуків від глядачів та мистецтвознавців, є відеоінсталяція «Трансформація», представлена на Першій Київській міжнародній бієнале сучасного мистецтва ARSENALE 2012.
Основні проєкти художниці: персональна виставка в галереї White Box (Нью-Йорк, США) та центрі сучасного мистецтва PinchukArtCentre (Київ, Україна); участь у паралельній програмі Венеційської бієнале сучасного мистецтва, ярмарку сучасного мистецтва Art Lima (Ліма, Перу), Міжнародному форумі сучасного мистецтва Art Kyiv Contemporary (Київ, Україна), Міждисциплінарному фестивалі GOGOLFEST (Київ, Україна) тощо.
Роботи художниці ZINAIDA зберігаються у приватних колекціях України, Великої Британії, Іспанії та США, а також у публічних зібраннях фонду Fundación Caja de Burgos (Бургос, Іспанія) та Музею космонавтики ім. Корольова (Житомир, Україна). Інсталяції авторки представлені в Національному музеї Революції Гідності («Білі сльози»), Київському Академічному театрі «Київ модерн-балет» [Архівовано 14 березня 2022 у Wayback Machine.] («Стіна»), театрі «Актор» (валяна баба з проєкту «Ще»).
2017 року спільно з Укрпоштою та UFW (Український тиждень моди) ZINAIDA представила поштові марки «Трансформація».
З 2011 року художниця бере участь у міжнародних виставках сучасного мистецтва:
- Art Kyiv Contemporary (2011) з інсталяцією «Наші баби 7+2» («Мистецький Арсенал», Київ, Україна)[4];
- Міжнародному тижні сучасного мистецтва «Космічна Одіссея» (2011) з інсталяцією Cosmic Egg (Національний культурно-мистецький та музейний комплекс «Мистецький арсенал», Київ, Україна)[5];
- Першому київському міжнародному бієнале сучасного мистецтва ARSENALE 2012 з відео «Трансформація» («Мистецький Арсенал», Київ, Україна)[6];
- Art Kyiv Contemporary (2013) з інсталяцією «In&Out» (Національний культурно-мистецький та музейний комплекс «Мистецький арсенал», Київ, Україна)[7];
- New York Pulse (2014) з відео «Осінь така мила» (The Metropolitan Pavilion [Архівовано 7 серпня 2020 у Wayback Machine.], Нью-Йорк, США)[8];
- Венеційській бієнале (2015) з персональним проєктом «Чорна наречена» (Palazzo Bembo, Венеція, Італія)[9].

2013 року ZINAIDA взяла участь у Днях України у Великій Британії з перформансом «Осінь така мила».
З 2016 року художниця є членкинею міжнародного арт-колективу незалежних митців Food of War. Учасники проєкту інструментами мистецтва рефлексують на проблеми, спричинені війнами й екологічною ситуацією в навколишньому середовищі та беруть участь у різних виставках у Європі й Америці. В Україні арт-колектив показав виставку Clouded Lands [Архівовано 10 грудня 2019 у Wayback Machine.], присвячену 30-м роковинам аварії на Чорнобильській АЕС. У межах проєкту ZINAIDA представила роботи «Last Supper» та «No Life».

## Персональні виставки
- 2022 «Рушникові Полотна», Національний Заповідник «Софія Київська», зал Хлібня, Київ, Україна;
- 2020 Укорінені, документальний фільм до 34-х роковин Чорнобильської трагедії, Київ, Україна;
- 2018 «4.5.0.», White Box, Нью-Йорк, США.[12]
- 2017 Інтерактивна мистецька акція Зінаїди, галерея мистецтв «Лавра», Київ.[13]
- 2017  Переможниця національного конкурсу дизайну поштової марки. До 20-ї річниці Ukrainian Fashion Week[14], спільно з Національним оператором поштового зв'язку «Укрпошта»[15], Київ, Україна.
- 2017 «Dakini», Національний музей Тараса Шевченка, Київ, Україна.[16][17]
- 2016 «Flow», галерея мистецтв «Лавра», Київ, Україна.[18]
- 2016 «Не тільки», галерея мистецтв «Лавра», Київ, Україна.[19]
- 2015 «MUTE», PinchukArtCentre, Київ, Україна.[20]
- 2014 «Чорна наречена», «Щербенко Арт Центр», Київ.[21]
- 2014 «Чорне намисто», міжнародний ярмарок сучасного мистецтва ART VILNUS, Вільнюс, Литва.[22]
- 2013 «Намистини»[23], Національний музей українського народного декоративного мистецтва, Київ.[24]
- 2013 «Осінь така мила», перформанс в Академічному театрі імені Леся Курбаса, Львів, Україна.[25]
- 2012 «Дерево — червона нитка», «Дерево — перетворення», Національний культурно-мистецький та музейний комплекс «Мистецький арсенал», Київ, Україна.
- 2010 виставка «Z», Національний культурно-мистецький та музейний комплекс «Мистецький арсенал», Київ, Україна.

## Групові виставки
- 2022 «Без Жінок», 59 La Biennale Collateral Event, Італія, Венеція;
- 2022 «Захист незмінного», виставка Christie's на користь Фонду підтримки спадщини України, Париж, Франція;
- 2022 «Заборонена подорож: їжа та конфлікти», Saatchi Gallery, Лондон, Велика Британія;
- 2022 «Жінки та інші дикі створіння: матрилінійні казки», SAPAR Contemporary Gallery, Нью-Йорк, США;
- 2022 «Без Жінок», Casa Falconieri — Art Research Center, Сардинія, Італія;
- 2021 «Темний Рай», Національний центр ділового та культурного співробітництва «Український дім», Державний науковий центр захисту культурної спадщини від техногенних катастроф, Київ, України.
- 2020 «Традиції дикої природи», Proposition Studios, Лондон, Велика Британія
- 2020 «Всеукраїнська Різдвяна виставки», Центральний будинок художника, Національна спілка художників, Київ, Україна.
- 2019 «FLOW», The Room Art Gallery, Венеція, Італія.[26]
- 2019 «FLOW», Contemporary Art Space The Line, Лондон, Велика Британія.[27]
- 2019 Перші Дні корейської культури в Україні, Мистецький центр Шоколадний будинок, Київ.[28]
- 2019 «Dakini», у межах 58-ї Венеційської бієнале сучасного мистецтва. Венеція, Італія.[29]
- 2019 «Другий хліб», Bogota Museum of Modern Art, Богота, Колумбія.[30]
- 2018 «Остання вечеря», SURFACES FESTIVAL, Венеція, Італія.[31]
- 2018 «Dakini», SURFACES FESTIVAL, Венеція, Італія
- 2018 «Борщ», проєкт Food of War, Art Lima, Перу.[32]
- 2018 «Золоте масло», виставка «INSECT FLESH» міжнародного арт-колективу Food of War, Мехіко, Мексика.
- 2017 «Грушівка», Національний культурно-мистецький та музейний комплекс «Мистецький арсенал», Київ, Україна.[33]
- 2017 «Білі сльози», Центр сучасного мистецтва М17, Київ, Україна.[34]
- 2016 «Clouded Lands», Національний культурно-мистецький та музейний комплекс «Мистецький арсенал», Київ, Україна.[35]
- 2015 «Чорне намисто», Венеційська бієнале сучасного мистецтва, Палаццо Бембо, Венеція, Італія.
- 2014 Колекція «IN KIEV», Mercedes-Benz Kiev Fashion Days S/S 2014, Національний спортивний комплекс «Олімпійський», Київ, Україна.[36]
- 2014 «Виткані», Український тиждень моди, Національний культурно-мистецький та музейний комплекс «Мистецький арсенал», Київ, Україна[37]
- 2014 «Трансперсональність», кураторський проєкт Марини Щербенко «Діалог» у межах IV Міжнародного фестивалю «Книжковий арсенал», Національний культурно-мистецький та музейний комплекс «Мистецький арсенал», Київ, Україна.
- 2014 «Осінь така мила», Літературно-мистецький фестиваль «КобзарТ», галерея «Лавра», Київ, Україна.
- 2014 «Осінь така мила», Всеукраїнська художня виставка до 200-річчя з дня народження Тараса Шевченка, Центральний будинок художника, Національна спілка художників, Київ, Україна.
- 2014 «Чорна наречена», Міжнародний ярмарок сучасного мистецтва ART VILNIUS'14, [Архівовано 10 серпня 2020 у Wayback Machine.] Вільнюс, Литва.[38]
- 2014 «Чорна наречена», PULSE Art Fair, Нью-Йорк, США.
- 2013 «In&Out», Міжнародний форум сучасного мистецтва Art Kyiv Contemporary[39], Національний культурно-мистецький і музейний комплекс «Мистецький Арсенал», Київ, Україна.
- 2013 «Осінь така мила»[40], Дні України у Великій Британії, Музей науки, Лондон, Велика Британія.
- 2013 In&Out, Мультидисциплінарний міжнародний фестиваль ГОГОЛЬFEST, арт-центр ArtKlaster, Київ.
- 2013 «Трансформація», PULSE Art Fair, The Metropolitan Pavilion, Нью-Йорк, США.
- 2013 «Бо жінка», скульптурна композиція, виставка «Київські горизонти» у межах Днів Києва у Відні, Музей молодого мистецтва (MOYA), Відень, Австрія.[41]
- 2012 «Наші баби. 7+2», Перша київська міжнародна бієнале сучасного мистецтва ARSENALE 2012, Національний культурно-мистецький та музейний комплекс «Мистецький арсенал», Київ, Україна.
- 2012 «Трансформація», паралельна програма Першої київської бієнале сучасного мистецтва ARSENALE 2012, Центр сучасного мистецтва М17, Київ, Україна.[42]
- 2012 «ЩЕ», EuroFashion, Національний культурно-мистецький та музейний комплекс «Мистецький Арсенал», Київ, Україна
- 2012 «Перевтілення», скульптура, Міжнародний ярмарок сучасного мистецтва ART MONACO'12, Монте-Карло, Монако.
- 2012 «Любов», скульптура, Miami River Art Fair 2012, Маямі, США.[43]
- 2012 «Творіння», скульптура, Miami River Art Fair 2012, Маямі, США.[43]
- 2011 «Звільнена.?!», виставка «Незалежні», Національний культурно-мистецький і музейний комплекс «Мистецький Арсенал», Київ.
- 2011 «Дерево життя», Всеукраїнська виставка образотворчого мистецтва «Мальовнича Україна», Центральний будинок художника, Київ, Україна.
- 2011 «Космічне яйце», Міжнародний тиждень сучасного мистецтва «Космічна Одіссея», Мистецький Арсенал, Київ.[44]
- 2011 «Сакральний хай-тек», соціокультурний проєкт Kiev Fashion Park, Великий скульптурний салон, Київ, Україна.
- 2011 «О, жінка, що існує на землі», відеоарт, Future Generation Art Prize, PinchukArtCentre, Київ, Україна.
- 2011 «Узор-арт», Міжнародний ярмарок сучасного мистецтва ART MONACO'11, Монте-Карло, Монако.
- 2010 «Великдень», Міжнародний ярмарок сучасного мистецтва Арт-Москва 2010, Москва, Росія.
- 2010 «Наші баби. 7+2», Міжнародний форум сучасного мистецтва Art Kyiv Contemporary 2010, Національний культурно-мистецький та музейний комплекс «Мистецький Арсенал», Київ, Україна.

## Проєкти у сфері моди
- 2020 перформанс «Матуся», Український тиждень моди, Національний культурно-мистецький та музейний комплекс «Мистецький арсенал», Київ, Україна.
- 2013 «Blacksessories», Лондон, Британія.
- 2013 «Осінь така мила», Львівський тиждень моди, театр ім. Леся Курбаса, Львів, Україна.[45]
- 2012 Фешн колекція «PHOENETHEUS» (у співпраці з Жаном-П'єром Браганзою), Mercedes-Benz Kiev Fashion Days, Київ, Україна.[46]
- 2012 «PHOENETHEUS» (у співпраці з Жаном-П'єром Браганзою), Лондонський тиждень моди, Лондон, Велика Британія.[47]
- 2011—2012 «Серце берези», презентація аксесуарів із капсульної колекції, концепт-стор, Atelier1, Київ, Україна.
- 2012 «ЩЕ», презентація арт-проєкту в межах Frankivsk Fashion WeekDays, Івано-Франківськ, Україна.
- 2011 Колекція «COCOONed», Український тиждень моди, Львівський тиждень моди, Львів, Україна.
- 2011 Bally, оздоблення вітрини бутика, Київ, Україна.
- 2011 «ЩЕ», Український тиждень моди, Київ, Україна.
- 2011 «Серце берези», Mercedes-Benz Kiev Fashion Days, Національний спортивний комплекс «Олімпійський», Київ, Україна.
- 2011 Live in Kiev, шоу-рум THE ONE, Київ, Україна.
- 2010 «Світло сонця», Оксфордський тиждень моди, Оксфорд, Велика Британія.
- 2010 «Світло сонця», Львівський тиждень моди, Львів, Україна.
- 2010 «Відлуння», колекція, Український тиждень моди, Львівський тиждень моди, GFW, DFW, Львів, Україна.

## Колаборації у кіно, театрі і музиці
- 2020 Документальний фільм «Місто, яке зникає» режисера Віктора Придувалова, креативна директорка, Київ, Україна
- 2020 Кліп «Купалочка» Воплі Відоплясова & Божичі feat. Ніна Матвієнко, режисерка та директорка, Київ, Україна
- 2018 Художник-консультант у фільмі «Кобзарський цех» кінокомпанії «Вавилон», Київ, Україна
- 2017 «Ткані куби», сценографія, фестиваль Борткевича, Національна музична академія України (Київська консерваторія), Київ, Україна
- 2017 «Музика поезії» Валентина Сильвестрова, дизайн диска, Київ, Україна
- 2016 Forest Dream, Stage and Costume Design, Мирослава Которович, Національна філармонія України, Київ, Україна
- 2016 «Вервиці містичної троянди», вечір пам'яті Богодара Которовича, сценографія, Національна філармонія, Київ, Україна
- 2016 «Пробігаючи життя», сценографія, Академічний театр «Київ Модерн-балет» [Архівовано 14 березня 2022 у Wayback Machine.], Київ, Україна
- 2014 «Музика поезії», сценографія, концерт Валентина Сильвестрова, Палац Потоцьких, Львів, Україна
- 2012 «Мова.ми», авторка проєкту і сценографка, спільно із диригентом Кирилом Карабиць, Національна філармонія України, Київ

## Соціальні проєкти
- 2017 — арт-терапія для дітей з аутизмом, тренер у центрі психологічної допомоги «Рівновага»[48]
- 2015 — засновник і керівник проєкту «ArtRehub», Київ, Україна.